# Битка за Фада
Битката за Фада в Северен Чад в хода на Чадско-либийския конфликт в началото на 1987 г. е сред повратните точки в историята на конфликта.

## Прелюдия към битката
От началото на 1986 г. Либия контролира цялата територия на Чад на север от 16-ия паралел. След като Франция се включва в конфликта (с т. нар. операция Ястреб), а Гукуни Уедей с подчинените му „Народни въоръжени сили“ въстават против покровителя си Муамар Кадафи, либийските войски в северен Чад се оказват в затруднено положение. Президентът на Чад Хисен Хабре решава да използва тази възможност за отвоюване на северната част на страната.
Уверен, че Франция ще прикрива войските на Чад южно от 16-ия паралел, Хабре започва да концентрира сили на Чадските национални въоръжени сили (FANT) в района на Калаит, предна логистична база, изградена от французите, където са струпани запаси от гориво, оръжие и боеприпаси.

## Сили на страните
Чадските сили са командвани от Хасан Джамус и наброяват 4000 - 5000 души. Въоръжени са с голямо количество високопроходими пикапи Тойота, с монтирани на тях картечници, противотанкови ракетни комплекси (основно MILAN) и противовъздушни установки, получени като безвъзмездна помощ от САЩ и Франция.
За цел на атаката е избран гр. Фада, административен център на департамент Западен Енеди, превърнат от либийците в укрепена база. Гарнизонът ѝ се състои от части на редовната либийска армия, в състав една бронирана бригада, с численост 1200 души, въоръжени с танкове Т-55 и бойни машини на пехотата БМП-1. Освен либийските войски, в града се намират и 400 бойци от т. нар. Демократичен революционен съвет — чадска групировка под комадването на Ашейк ибн Умар, лоялна на Кадафи.

## Битката
На 2 януари 1987 г. чадските сили атакуват Фада. Използвайки отличното познаване на местността, Джамус избягва фронтална атака и се възползва от високата мобилност на частите си, за да обкръжи либийските позиции, след което заповядва едновременна атака от всички страни. Атаката е напълно неочаквана за гарнизона и след кратка, но много ожесточена битка, либийските войски са разгромени. Загубите им възлизат на 784 убити, унищожени са 92 танка Т-55 и 33 БМП-1; в плен попадат 81 либийски войници, пленени са и 13 Т-55 и 18 БМП-1. Чадските войски губят в тази битка само около 50 души (според други източници — едва 18 души и три пикапа).
Побетата е постигната с помощта на тактика, основана на използването на маневрени въоръжени небронирани пикапи, с монтирани на тях картечници, леки оръдия и противотанкови ракетни комплекси. Тя е базирана на опита от рейдовете в пустинята, извършвани от английската Long Range Desert Group (букв. Пустинна група за далечно действие) по времето на Втората световна война, но е пригодена към много по-малки мащаби с отчитане на възможностите на съвременното въоръжение. Последното се оказва от голямо значение за спечелването на битката – освен тактическата грамотност на чадския командир, решаваща роля изиграват противотанковите ракети, монтирани на пикапите, като се съчетават висока мобилност с голяма огнева мощ.

## Последствия
През следващите две денонощия либийската авиация нанася няколко удара по града, като една от целите е и унищожаването на завзетата бойна техника. При тези удари е свален един Ми-25, а тежкото поражение принуждава Кадафи на 4 януари да обяви обща мобилизация на резерва. С битката за Фада започва т. нар. Война на тойотите – последната фаза от Чадско-либийския конфликт, завършила с поражението на Либия.